# Annona palmeri
Annona palmeri är en kirimojaväxtart som beskrevs av William Edwin Safford.
Annona palmeri ingår i släktet annonor och familjen kirimojaväxter. Inga underarter finns listade i Catalogue of Life.